# Japan i olympiska vinterspelen 1960
Japan deltog med 41 deltagare vid de olympiska vinterspelen 1960 i Squaw Valley. Ingen av landets deltagare erövrade någon medalj.